# فيليب بارافيلالا
فيليبي بارافيلالا (بالإنجليزية: Filipe Baravilala)‏ (من مواليد 25 نوفمبر 1994) هو لاعب كرة قدم من فيجي ، يلعب في نادي سوفا ، مثل فيجي في مسابقة كرة القدم في دورة الألعاب الأولمبية الصيفية لعام 2016 .    حيث تم إقصاؤه من دور المجموعات مع منتخب فيجي تحت 23 عامًا